# Rivierre
Rivierre is een historisch merk van motorfietsen.
De bedrijfsnaam was Ets. Automotrice Rivierre, Gaston Rivierre, Parijs.
Dit was een Frans merk dat motorfietsen met Megola-achtige drie- en viercilinder stermotoren in het achterwiel bouwde. Deze viercilinder stermotor werkte als een tweetakt waarbij een tegencilinder als compressieruimte dienstdeed. Hoewel de motorfietsen slechts een 1¾ pk blokje hadden, konden deze motoren met vermogens tot 20 pk geleverd worden. De productie van Gaston Rivierre duurde niet lang: van 1905 tot 1905.